# 叙朗河
叙朗河（法語： 或 ，法語發音：[syʁɑ̃]）是法国汝拉省与安省的河流，是安河的右支流，长74千米。